# 妖女伝説セイレーン
『妖女伝説セイレーン』（ようじょでんせつセイレーン）は、円谷映像制作（2004年以降は竹書房制作）のオリジナルビデオ。

## 妖女伝説セイレーン
『妖女伝説セイレーン』（ようじょでんせつセイレーン）は1993年9月24日に発売された円谷映像制作のオリジナルビデオ。元おニャン子、渡辺美奈代が、大胆な全裸ベッドシーンに初挑戦。
制作の円谷映像が全力を挙げて取り組んだSFXが、ファンタジックな映像世界を構築。

### あらすじ
男の精気を吸って永遠に生き続ける伝説のゴースト”セイレーン”。肉体を餌に巧みに男たちを誘惑する彼女の餌食になった男たちはミイラの屍と化す！

### キャスト
- 渡辺美奈代
- 川松理有
- 又野誠治
- 麻生真宮子
- 横須賀昌美
- 伴直弥

### スタッフ
- 原案・監督：高野隆一
- 脚本：佐野陽美一
- 撮影：倉持武弘
- 音楽：井上高宏

## 妖女伝説セイレーン2
『妖女伝説セイレーン2』（ようじょでんせつセイレーンツー）は1994年8月26日に発売された円谷映像制作のオリジナルビデオ。

### あらすじ
港町で、死体がすべてミイラとなって発見されるという惨殺事件が起きていた。捜査のためにやってきた刑事の千堂は、蒼子という女に出会い、心惹かれる。一方、地元のヤクザはこの事件の犯人を捕まえるため、フィリピン人のマリーをおとりに使おうとしていた……。

### キャスト
- 上野正希子
- ルビー・モレノ
- 松田圭司
- 大谷朗
- 鈴木隆二郎
- 寺田農
- 堤海人／岩淵俊宣
- 福田佳弘
- 高野浩幸

### スタッフ
- 原案・監督：服部光則
- 脚本：おかのゆうき
- 撮影：斎藤幸一

## 妖女伝説セイレーン3
『妖女伝説セイレーン3』（ようじょでんせつセイレーンスリー）は1995年10月6日に発売された徳間ジャパンコミュニケーションズ制作のオリジナルビデオ。

### あらすじ
綾子と和彦が営業する海の家に、ヤクザ風とサラリーマン風の男が現れた。その次の日、二人の男はミイラとなって発見される……。

### キャスト
- 北村裕子 - 聖華（セイレーン）
- 久野真紀子 - 綾子
- 坂上忍 - 和彦（綾子の恋人）
- 北川たかこ
- 緑八千代
- 真実一路

### スタッフ
- 原案・監督：服部光則
- 脚本：佐々木哲也
- 撮影：須藤昭榮
- 音楽：井上高宏

## 妖女伝説セイレーン4
『妖女伝説セイレーン4』（ようじょでんせつセイレーンフォー）は1996年10月25日に発売されたギャガ・コミュニケーションズ制作のオリジナルビデオ。元アイドルグループCottonの小塚さおりが初々しい裸体を披露し、元チェッカーズのベーシスト・大土井裕二も出演したことで話題となったセクシー・ホラー。

### あらすじ
あるサイトにアクセスし、「siren」というコードを入力すると、ネット上に現れる美女と官能的なバーチャル・セックスが体験できるという噂が巷に流れていた。だが、その誘惑的な話に誘われアクセスした者は次々と謎の失踪を遂げていく。

### キャスト
- 小塚さおり
- 森永奈緒美
- 大土井裕二
- 湯江健幸

### スタッフ
- 原案・監督：高橋巌
- 脚本：高橋巌、岡野有紀
- 撮影：小沢佐俊
- 音楽：中川孝

## 新・妖女伝説セイレーン
『新・妖女伝説セイレーン』（しん・ようじょでんせつセイレーン）は2004年10月22日に発売された竹書房制作のオリジナルビデオ。声優や歌手としても活動の幅を広げるAV女優・蒼井そら主演で贈るエロティックホラー。

### あらすじ
銀行強盗に成功し逃走中の男たちは、食料を届けに来た女・夕海を口封じに拉致する。だが夕海の身体を弄ぼうとした仲間が次々に変死していく。

### キャスト
- 蒼井そら
- 川本淳市
- 小沢和義
- 吉田裕健
- 水木英昭
- 舩木壱輝
- 和田慎太郎

### スタッフ
- 原案・監督：虎緒聡
- 脚本：阿部敏
- 撮影：森下彰三
- 音楽：野島健太郎

## 妖女伝説セイレーンX 〜魔性の誘惑〜
完璧な肉体で男たちを虜にし、その精を吸いつくして永遠に生きつづける魔性の女・セイレーンを描いたVシネマの人気エロティックホラー。セイレーンに扮するのは、本作が映画初主演となるセクシー女優・麻美ゆま。

### あらすじ
深夜のお色気番組の撮影のため、とある湖にやって来たロケ隊の一行。突然の豪雨で撮影を続けられなくなった彼らは、謎めいた美女・麗華が営むペンションに宿泊することになるが……。

### キャスト
- 麻美ゆま
- 日高ゆりあ
- 松浦祐也
- 中村英児
- 那波隆史

### スタッフ
- 監督 城定秀夫
- 脚本 城定秀夫, 高木裕治

## 妖女伝説セイレーンXX 〜魔性の欲望〜
獲物たちの精を吸い尽くして永遠に生き続ける女“セイレーン”を描いた、人気エロティック・ホラー。今作ではロリータ・セクシー女優、七海ななが“純真な心を持った妖女”という難しい役に体当たりの演技に挑む。

### あらすじ
学生時代に恋焦がれていた女性・芙美が、教師と行方不明になるという苦い過去を持つ孝平は、地元で自殺を試みようとしていた。そんな折、学生時代の親友・巽と再会し…。

### キャスト
- 七海なな
- 持田茜
- 久保田泰也
- 津田篤
- 粟島瑞丸
- 岸健太朗
- 佐藤良洋
- サーモン鮭山

### スタッフ
- 監督 岡元太

## 妖女伝説セイレーンXXX 〜魔性の悦楽〜
衝撃のＡＶデビューを果たしたグラビア・アイドル“まりか”を主演に迎えた、エロティック・ホラー。

### あらすじ
地方の港町で理髪店を経営する健次は、謎めいた瞳と艶かしい雰囲気を持つ美女を嫁に迎える。しかし、それ以来理髪店に入った客は二度と姿を見せないという噂が立ち…。

### キャスト
- まりか
- 櫻井ゆうこ
- 西本竜樹
- 岡部尚
- 工藤和馬
- 戸辺俊介
- ホリケン。

### スタッフ
- 監督 芦塚慎太郎